# جامعة هولير الطبية
جامعة هولير الطبية من جامعات العراق تقع في مدينة أربيل في كردستان العراق. أسست في عام 2005، ورئيس الجامعة حالياً هو نور الدين إسماعيل.

## كلياتها
- كلية طب الأسنان
- كلية الصيدلة
- كلية الطب السريري
- كلية العلوم الصحية